# The Source (Album)
The Source ist ein Jazzalbum von Kenny Barron. Die am 13. Juli 2022 im Théâtre de l’Athénée Louis-Jouvet in Paris entstandenen Aufnahmen erschienen am 20. Januar 2023 auf Jean-Philippe Allards Label Artwork Records, in Zusammenarbeit mit [PIAS] Recordings.

## Hintergrund
Eine winzige Gruppe von Privilegierten – Journalisten, Musiker, Produzenten, Musikprofis und auch Freunde – nahm auf Einladung des Produzenten im Parkett des Théâtre de l’Athénée Louis-Jouvet Platz. Sie lauschten dort einem Solokonzert von Barron, der sich für den Vortrag einen Steinway D-Flügel ausgewählt hatte (anschließend meinte er, dass er von diesem hochwertigen Instrument mitgerissen und unterstützt wurde).
The Source wird als Kenny Barrons erstes Soloalbum seit seiner Aufnahme Kenny Barron at the Piano (Xanadu) aus dem Jahr 1981 beworben (was es aber nicht ist, selbst wenn man von seinem eher „obskuren“ Album Spiral absieht, „das er ein Jahr danach in Japan aufgenommen hatte und das erst elf Jahre später eine weithin zugängliche Veröffentlichung erfuhr“); 1991 entstand noch sein Soloalbum Live at Maybeck Recital Hall für Concord.
Das neue Soloalbum entstand auf ausdrücklichen Wunsch von Barron.  Wie das erste Soloalbum des Pianisten besteht The Source aus einigen Eigenkompositionen Barrons („What If“, „Dolores Street“, „Sunshower“, „Phantoms“), die er Stücken von Thelonious Monk („Téo“, „Well You Needn’t“), Kompositionen von Duke Ellington/Billy Strayhorn („Isfahan“, „Daydream“) und einem Standard aus dem Great American Songbook  („I’m Confessin‘“) gegenüberstellt. Zwei Kompositionen von Barron, die beide bereits auf dem 1986 bei Enja erschienenen Album What If zu finden sind, eröffnen und schließen das Programm.

## Titelliste

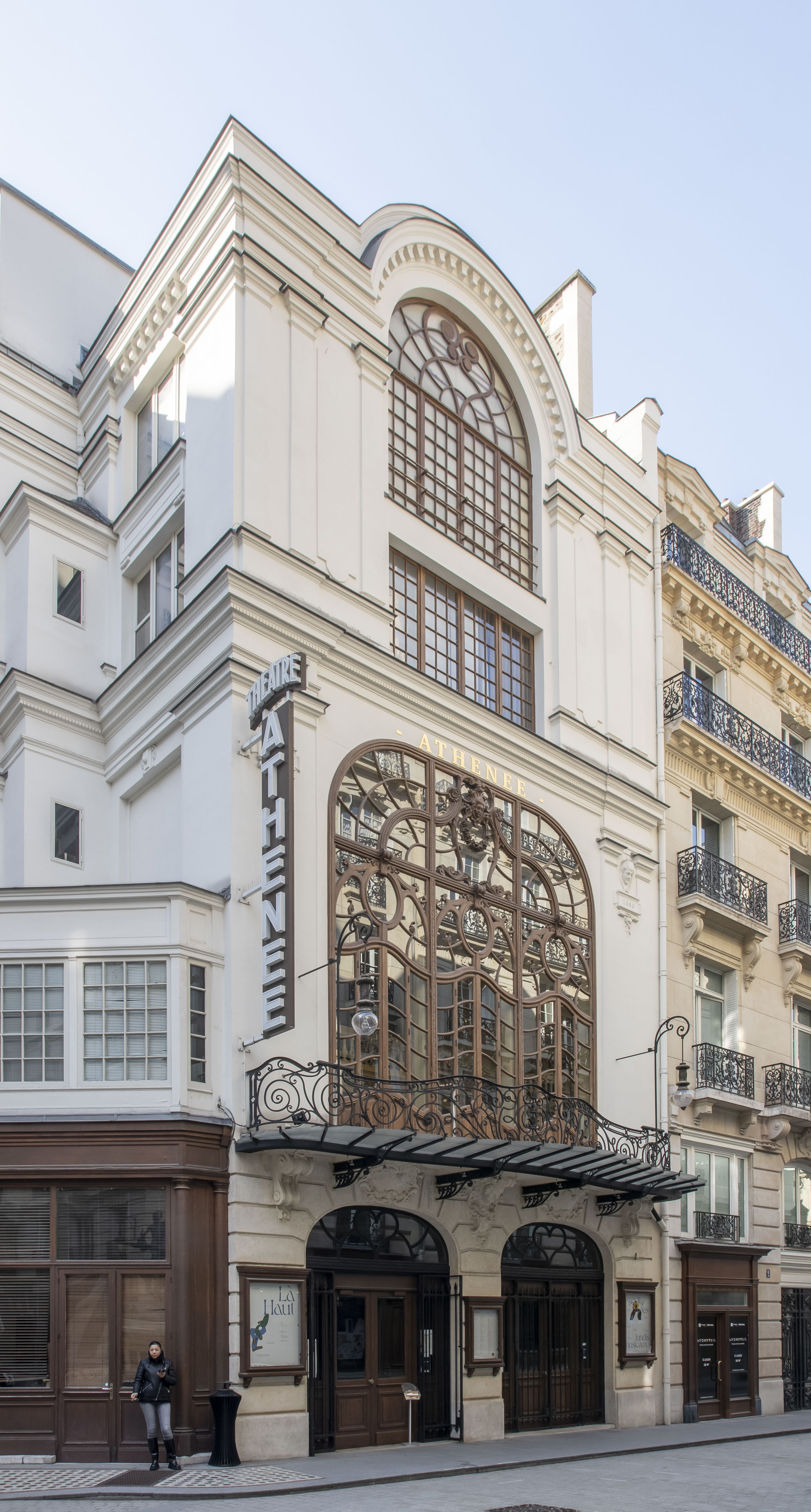
Théâtre de l’Athénée Louis-Jouvet

- Kenny Barron: The Source (Artwork Records)

1. What If (Kenneth Barron)
2. Isfahan (Billy Strayhorn, Edward Kennedy Ellington)
3. Teo (Thelonious Monk)
4. Daydream (Billy Strayhorn, Edward Kennedy Ellington)
5. I’m Confessin’ (That I Love You) (Reynolds Ellis, Donald Dougherty)
6. Dolores Street, SF (Kenneth Barron)
7. Well You Needn’t (Thelonious Monk)
8. Sunshower (Kenneth Barron)
9. Phantoms (Kenneth Barron)

## Rezeption
Ed Enright schrieb im Down Beat, genau wie sein Vorgänger-Soloalbum diene The Source als direkte emotionale Verbindung zwischen Barron und dem Zuhörer, indem es jeglichen Sinn für Vortäuschung aufgibt und als Quelle ehrlicher, intimer Gesten dient, die sich organisch entfalten. Die Musik würde aus einer scheinbar bodenlosen Quelle stilistischer Perspektiven unter Barrons Kommando schöpfen – darunter Straight-ahead-Jazz, swingende Standards, kanonische klassische Musik, Barrelhouse-Blues, Bossa Nova und freie Improvisation – und offenbare genau, warum die 79-jährige Legende so lange existiert und als Meister seines Fachs gilt. Jede Aussage Barrons auf The Source werde mit äußerster Eleganz und Virtuosität ausgedrückt.
Nach Ansicht von Catherine Carette (Radio France) verkörpert der Mitschnitt die Vitalität und Musikalität einer Ikone des modernen Jazz. Häufig im Trio mit dem japanischen Bassisten Kigashi Kitagawa und dem Schlagzeuger Jonathan Blake oder im Quintett mit derselben Rhythmusgruppe plus dem Tenorsaxophonisten Immanuel Wilkins und dem Vibraphonisten Steve Nelson (auf Concentric Circles), lasse er sich diesmal von der gewagten Solokunst verführen. Obwohl er sich dieser Übung bei Gruppenkonzerten gerne hingeben würde, sei dieses Album sein erstes Soloalbum seit mehreren Jahrzehnten.
Kevin Whitehead weist in seiner Vorstellung des Albums in der NPR-Sendung Fresh Air darauf hin, dass Barron die meisten Stücke von The Source bereits zuvor aufgenommen hat, einige davon bereits mehr als einmal. Indem er auf Kompositionen zurückgreife, die er in- und auswendig kenne, verleihe er ihnen hier Bedeutungsebenen und eine anspielungsreiche Textur mit gelegentlichen Anspielungen auf afro-kubanische Rhythmen und Gesten. In der Arbeit eines Meisterimprovisators gingen Schliff, Technik und tiefes Gefühl Hand in Hand. Man braucht das eine, um das andere voll zum Ausdruck zu bringen, und man braucht auch Ideen, etwas Substanzielles, um dieses Gefühl zu vermitteln. „Kenny Barron ist auf The Source so präsent und in seinem Element; man hört Kopf, Finger und Herz in echter Übereinstimmung.“
„Solo-Piano zu spielen ist immer noch nervenaufreibend“, zitiert Gary Walker (WBGO) den Pianisten. Aber bei dieser versierten, erfahrenen Legende würde man dies nie vermuten. Barrons erste Soloaufnahme seit mehreren Jahrzehnten würde seine gewohnten Stärken der Menschlichkeit und des Verzichts auf Verstellung zeigen, so dass diese neun Stücke, die jeweils einen Moment seiner Karriere widerspiegelten, eine erfrischende Interpretation fänden und sich jeweils in eine andere Richtung entwickelten. Es sei die höchste persönliche Botschaft  dieses Meisters, der sich mehr als wohl fühle, wenn er die emotionale Quelle seiner Wahrheiten mit dem Zuhörer teile.

## Auszeichnungen
Das Album wurde in die Vierteljahresliste des Preis der Deutschen Schallplattenkritik aufgenommen. „Von Stride- und Latin-Anklängen bis zu harmonisch reichem Modern Jazz entfaltet sich ein facettenreiches Selbstporträt des großen Pianisten“, hieß es in der Laudatio.
Das Album erhielt eine Nominierung für die Grammy Awards 2024 in der Kategorie "Bestes Instrumental-Jazzalbum".